# Kellie Wells
Kellie Wells (Richmond, 16 de julho de 1982) é uma atleta norte-americana, especialista nos 100 metros com barreiras.
Em Londres 2012, conquistou a medalha de bronze nesta prova.